# اورکولیلا
اورکولیلا (نام علمی: Orculella ignorata) نام یک گونه از زیرراسته ستون‌چشم‌داران است. 

## جغرافیای زیست
مکانهای زیست این موجود زیست‌شناسی شامل قسمت شمالی سرزمین اصلی، جزیره تاسوس و جزایر شرقی اینجین در یونان، قسمت جنوب غربی بلغارستان و سواحل جنوبی و غربی آناتولی در ترکیه است.